# Simon Crafar
Simon Crafar, född 15 januari 1969 i Waiouru i Nya Zeeland, är en nyzeeländsk före detta roadracingförare. Crafar körde i främst 500GP och Superbike mellan 1989 och 2000.

## Roadracingkarriär
Crafar gjorde VM-debut i Japans deltävling i Superbike-VM 1989 och körde några deltävlingar de följande åren. Crafar gjorde VM-debut i Grand Prix Roadracing i 500GP-klassen 1993. Efter halva säsongen bytte han till 250GP-klassen. Därefter blev det huvudsakligen Superbike igen. Han vann aldrig något race i Superbike, men slog till och vann 500GP-racet på Donington Park säsongen 1998: Det var Yamahas enda seger under den säsongen och Crafars enda seger på någon VM-nivå. Det var också hans enda fulla GP-säsong och han kom på sjunde plats i VM. I Superbike-VM körde Crafar 123 race från 1989 till 2000. Han tog fyra andraplatser och sex tredjeplatser. Crafar körde fulla säsonger 1994-1997 och fick placeringarna 5, 6, 7 och 5 i VM de åren. 

## Segrar 500GP
| Nr | Grand Prix     | År   |
| -- | -------------- | ---- |
| 1  | Storbritannien | 1998 |